# 専修学校 (旧制)

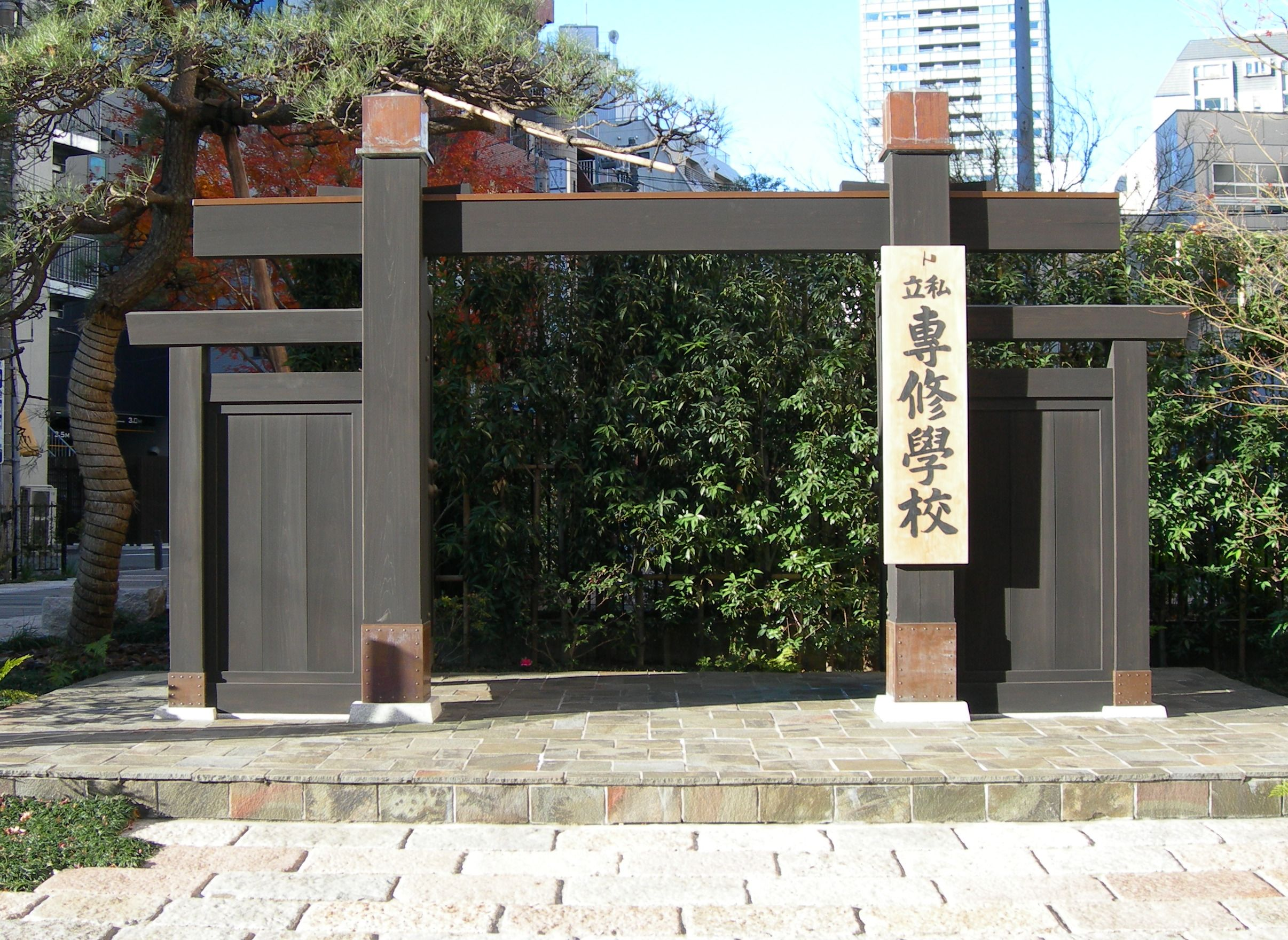
専修学校の黒門（2010年に復元されたもの）

専修学校（せんしゅうがっこう）は、1880年（明治13年）、4人のアメリカ留学経験者を中心に東京府京橋区に設立された私立法律経済学校。この項目では後身たる専門学校令準拠の専修大学についても扱う。

## 概要

専修学校創立者
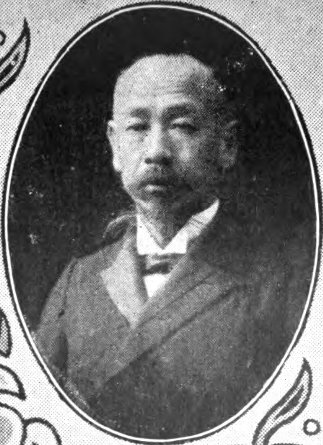
相馬永胤
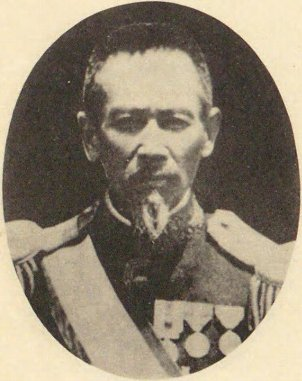
田尻稲次郎
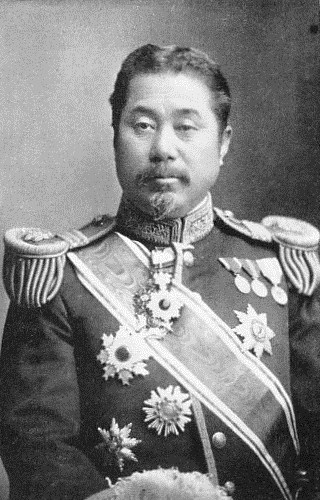
目賀田種太郎
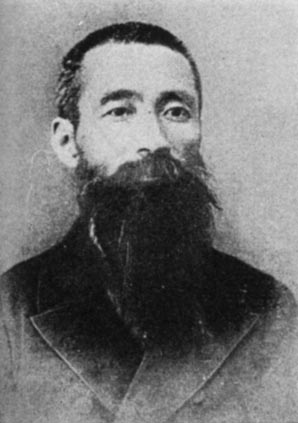
駒井重格

明治時代初期、近代的裁判制度が発足して1876年には代言人（現在の弁護士）の資格試験制度が成立した。この前後から試験準備のための私塾的な法律学校が各地で開校したが、この時点では近代法の制定も進んでいない状態であり、これらの学校はきわめて低級な教育水準しか持たなかった。1880年、日本最初の近代法として刑法・治罪法が制定されるとともに「代言人規則」改正により資格試験が厳格化すると、ようやく本格的な法律学校が設立されるようになった。

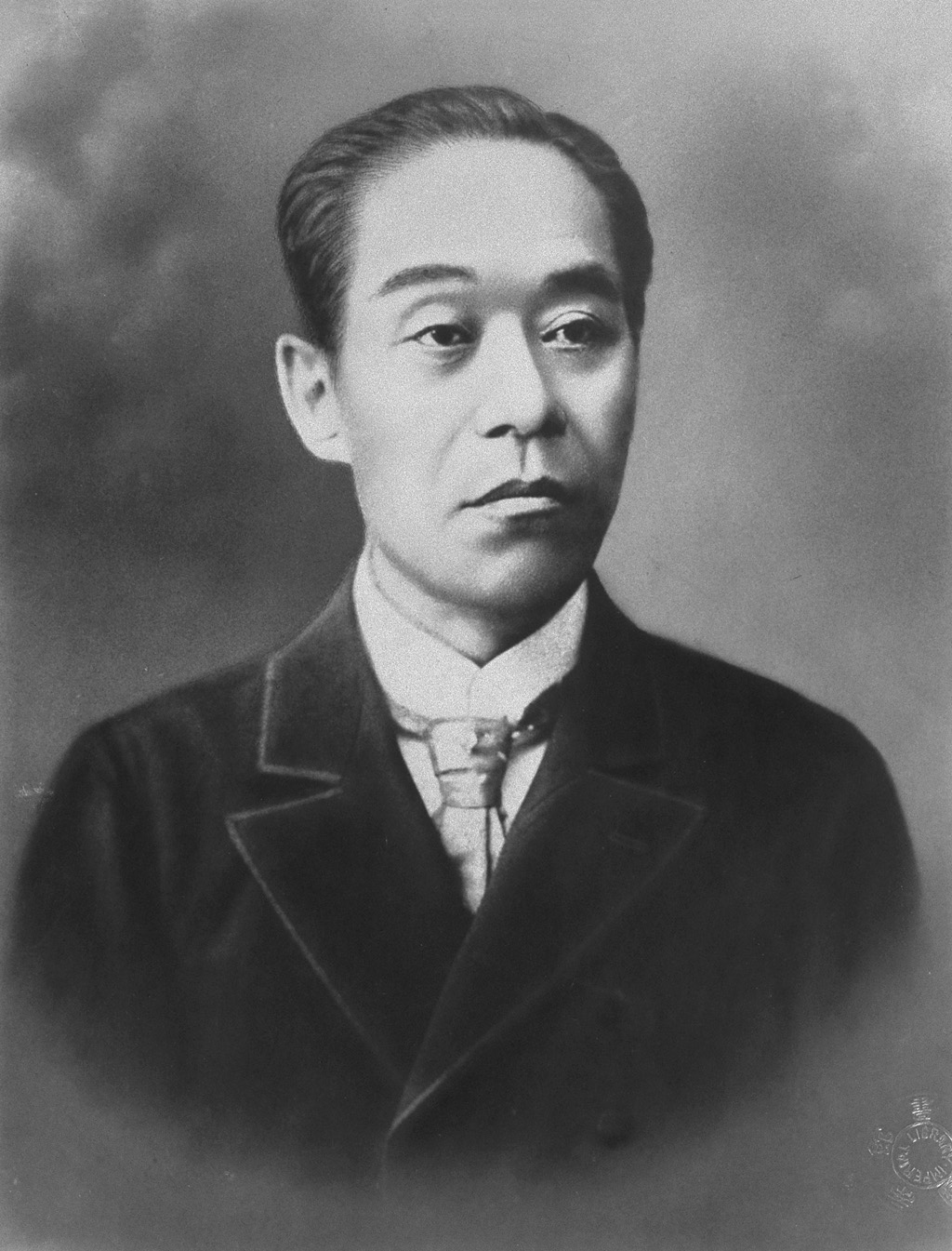
福沢諭吉

大学南校を経てアメリカに留学し、ハーバード大学やコロンビア大学、エール大学などで法律や経済を学んでいた相馬永胤・田尻稲次郎・目賀田種太郎・駒井重格は、1875年12月、ニューヨークで「日本法律会社」（日本法律クラブ）を結成、日本での法律学校設立を企画した。彼らは帰国後、法律事務所で勤務するかたわら、1879年12月に福沢諭吉の協力により慶應義塾内に「夜間法律科」を開設して法学を講じた。1880年8月、慶應義塾夜間法律科を分離する形で独立するとともに、三汊塾や東京攻法館といった旧来の私塾と合同して「専修学校」を設立した。校名は「一科専修」を標榜したことに由来しており、「実用の知識と技芸」を併せもつ人材の育成を目的とした。
専修学校は英米法を講じる「法律科」及び「経済科」から成る。「法律科」（現在の法学部）では日本語で英米法を講じ、いわゆる「五大法律学校」の一つに数えられた。当時の官立法学校である司法省法学校および東京大学法学部が外国語（英仏語）で講義を行ったのとは対照的に、外国語に習熟していない勤労青年のために日本語で講義を行ったことを特徴とした。また、日本で初めて独立した「経済科」（現在の経済学部）を設置した。
1886年には帝国大学（上記「東京大学」が改称）監督下の学校となり、1888年には文官試験への受験資格を付与する「特別認可学校」となるなど制度上の整備が進んだが、1893年には志願者激減のため法律科の募集が停止され、理財科（経済科）に重心を移した。1903年11月には専門学校令準拠の高等教育機関（旧制専門学校）となり、1906年9月、大学部・専門部・高等予科を設置して将来の大学昇格を展望した組織改編を行った。1913年（大正2年）7月「専修大学」と改称し相馬が初代学長となったが、名実ともに大学令による制度上の大学に昇格したのは1922年5月27日のことである。

## 校地の変遷と継承

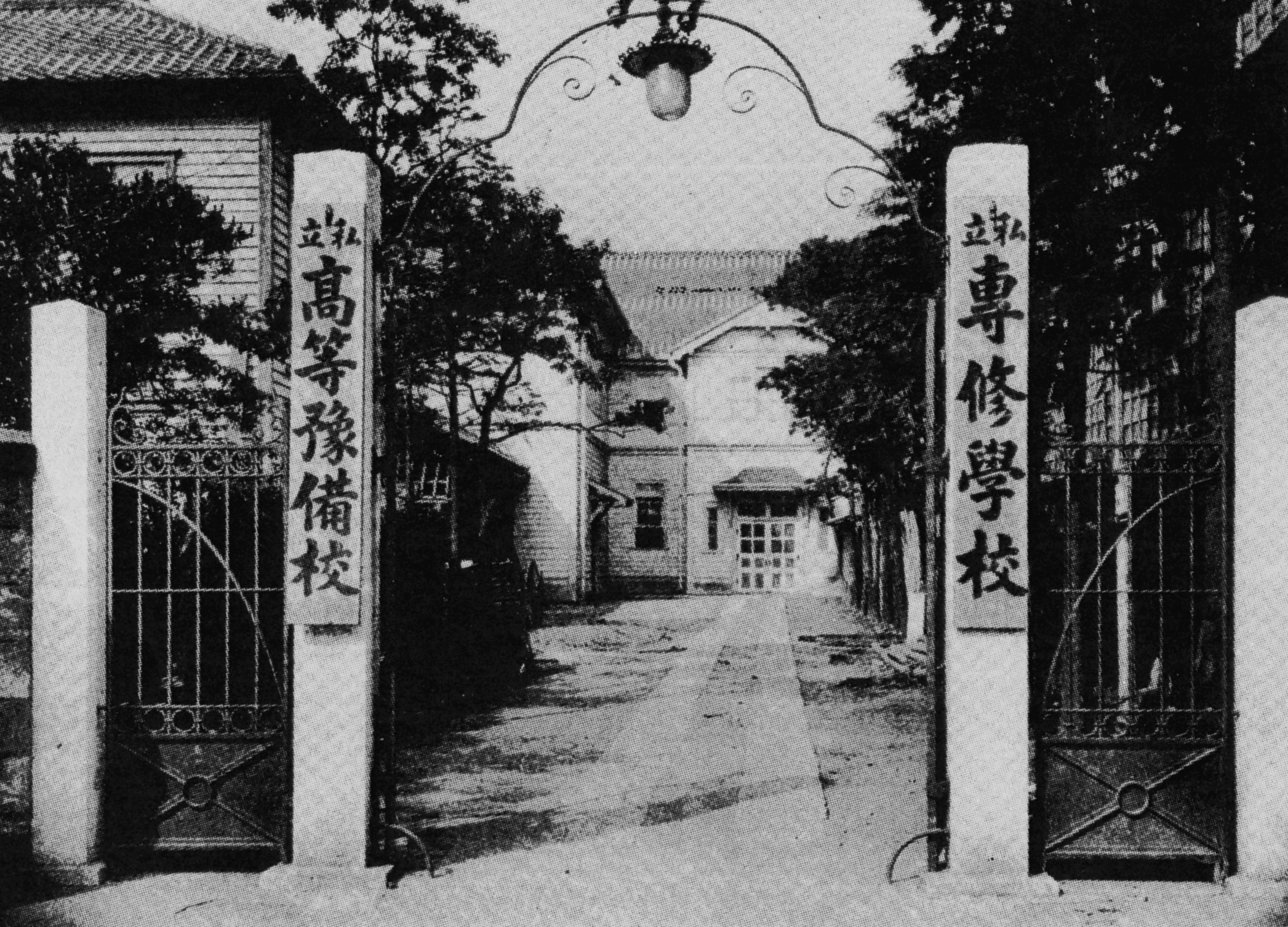
専修学校正門（明治末期）

開校時の本校舎は東京府京橋区木挽町2丁目の明治会堂別館とされたが、内部工事の遅延により1880年（明治13年）9月16日に同区南鍋町1丁目の簿記講習所仮校舎で開校式を行った。翌月に至ってようやく改築工事が完了したため、10月11日に本校舎に移転して本格的な授業を開始した。
その後の学生数増加により、1882年（明治15年）11月に神田区中猿楽町の順天求合社（数学者福田理軒がおこした算術塾）の校舎を借用して移転した。
さらに1884年（明治17年）12月16日、同区今川小路2丁目（現在の神田神保町3丁目）の田中芳男邸（560坪）を田尻稲次郎名義で購入し、翌年7月に校舎を新築して移転した。
1917年（大正6年）には隣接地1,150坪を買収して校地を3倍に拡張し、3年後に木造3階建ての校舎を新築した。これらの積極策がなければ大学令による専修大学の昇格はさらに困難になっただろうと評されている。この校地が専修大学の神田キャンパスとして現在に至るまで継承されている。

## 関連文献
事典項目
- 松尾章一「専修大学」『国史大辞典』第8巻 吉川弘文館、1987年
- 吉井蒼生夫「専修学校」『日本史大事典』第4巻 平凡社、1993年
- 大沢勝「専修大学」同上

単行書
- 専修大学年史編纂室 『専修大学校地・校舎の変遷史』 1977年
- 専修大学出版局『専修大学百年史』上巻・下巻、学校法人専修大学、1981年
- 学校法人専修大学『専修大学125年』2005年
- 専修大学の歴史編集委員会編『専修大学の歴史』平凡社、2009年　ISBN 9784582450026
- 天野郁夫『旧制専門学校論』玉川大学出版部、1993年
- 天野郁夫『大学の誕生（上）：帝国大学の時代』中公新書、2009年 ISBN 9784121020048